# Плотность в градусах API
Градус API — единица измерения плотности нефти, разработанная Американским институтом нефти. Измерения в градусах API позволяют определить относительную плотность нефти по отношению к плотности воды при той же температуре. По определению, относительная плотность равняется плотности вещества, деленной на плотность воды (плотность воды принимается равной 1000 кг/м3). Так если плотность в градусах API больше 10, то нефть легче и плавает на поверхности воды, а если меньше 10, то тонет. Плотность в градусах API и относительная плотность при базовой температуре 60 °F (15.6 °C) связаны четким арифметическим уравнением и могут быть легко преобразованы друг в друга.

## История создания
Национальный институт стандартов и технологий (США) в 1916 принял шкалу Боме в качестве стандарта для измерения удельного веса жидкостей более легких чем вода. Дальнейшие исследования Академии Наук США показали, что погрешность измерений при использовании этой шкалы значительны, что приводит к существенным ошибкам и неточности расчетов (в том числе из-за градуировки ареометров, изготовленных в США) и в 1921 году Американский институт нефти разработал подход к измерению плотности в градусах API, который используется и в настоящее время.

## Формулы API
| градусы API                                                                                               | относительная плотность | плотность, кг/м³ |
| 8 | 1.014                   | 1012             |
| 9 | 1.007                   | 1005             |
| 10 | 1.000                   | 998              |
| 15 | 0.966                   | 964              |
| 20 | 0.934                   | 932              |
| 25 | 0.904                   | 902              |
| 30 | 0.876                   | 874              |
| 35 | 0.850                   | 848              |
| 40 | 0.825                   | 823              |
| 45 | 0.802                   | 800              |
| 50 | 0.780                   | 778              |
| 55 | 0.759                   | 757              |
| 58 | 0.747                   | 745              |
| соотношение между плотностью в градусах API, удельным весом и плотностью (при температуре 60 °F ~15.6 °C) |                         |                  |

Плотность в градусах API и относительная плотность нефти при базовой температуре 60 °F (15.6 °C) связаны четким арифметическим уравнением и могут быть легко преобразованы друг в друга.
Плотности в градусах API из относительной плотности можно рассчитать по следующей формуле:
{\displaystyle API~gravity={\frac {141.5}{SG}}-131.5}
В свою очередь относительную плотность можно рассчитать из плотности в градусах API:
{\displaystyle SG\ {\mbox{at}}~60^{\circ }{\mbox{F}}={\frac {141.5}{API~gravity+131.5}}}
При этом, плотность нефти в кг/м³, при той же температуре, получается путём умножения её относительной плотности на 1000 кг/м³.
Для тяжелой нефти с относительной плотностью  1.0 (то есть с той же плотностью что и вода) плотность в градусах API составит:
{\displaystyle {\frac {141.5}{1.0}}-131.5=10.0^{\circ }{\mbox{API}}}

## Использование плотности в градусах API для перевода из тонн в баррели
Плотность в градусах API можно использовать для расчета числа баррелей в метрической тонне сырой нефти:
{\displaystyle barrels~of~crude~oil~per~metric~ton=1\div [{\frac {141.5}{API~gravity+131.5}}\times 0.159]}
Так например, тонна Западно-техасской средней нефти (англ. West Texas Intermediate - WTI) (39.6° API) будет содержать около 7.6 баррелей.

## Измерение плотности в градусах API
Для получения плотности в градусах API необходимо измерить плотность нефти ареометром (в США по методике измерений ASTM D1298) и температуру нефти. Для учета изменения плотности нефти при различных температурах применяются таблицы разработанные Американским институтом нефти для нефти и различных нефтепродуктов и изложенные в стандарте ASTM D1250.

## Применение плотности в градусах API в России
В России введен в действие ГОСТ Р 51069-97 «Метод определения плотности, относительной плотности и плотности в градусах API ареометром», который является аутентичным переводом национального стандарта США ASTM D 1298 «Стандартный метод определения плотности, относительной плотности (удельного веса) или плотности в градусах API сырой нефти и жидких нефтепродуктов ареометром» с требованиями для применения в России.
Данный стандарт распространяется на сырую нефть, нефтепродукты, смеси нефтей и жидкие нефтяные продукты и устанавливает метод определения плотности, относительной плотности (удельного веса) или плотности в градусах API с помощью стеклянного ареометра. Однако, стандартные таблицы ASTM D1250-08 Standard Guide for Use of the Petroleum Measurement Tables не вошли в данный ГОСТ и рекомендованы для отдельного приобретения.